# 후지 TV 토요일 밤 7시 드라마
후지 TV 토요일 밤 7시 드라마(일본어: フジテレビ土曜7時枠の連続ドラマ)는 후지 TV 계열 제작으로 매주 토요일 19:00 ~ 19:30 텔레비전 드라마 시간대이다.

## 작품 목록
《치에미의 카와라판 태평기》
《맹렬한 선생님》
《생긋 포물책》
《머나먼 서부》
《위스퍼링 스미스》
《제트 파일럿》
《싸워라! 마이티잭》
《뱀파이어》
《붉은 번개》
《우주 원인 고리→우주 원인 고리 대 스펙트럼 맨→스펙트럼 맨》
《쾌걸 라이온마루》
《풍운 라이온마루》
《철인 타이거세븐》
《전인 자보거》
《정말로 있었던 무서운 이야기》 (제1시리즈)